# Antonio Fontanesi
Antonio Fontanesi (Reggio Emilia, 23 febbraio 1818 – Torino, 17 aprile 1882) è stato un pittore e incisore italiano.

## Biografia

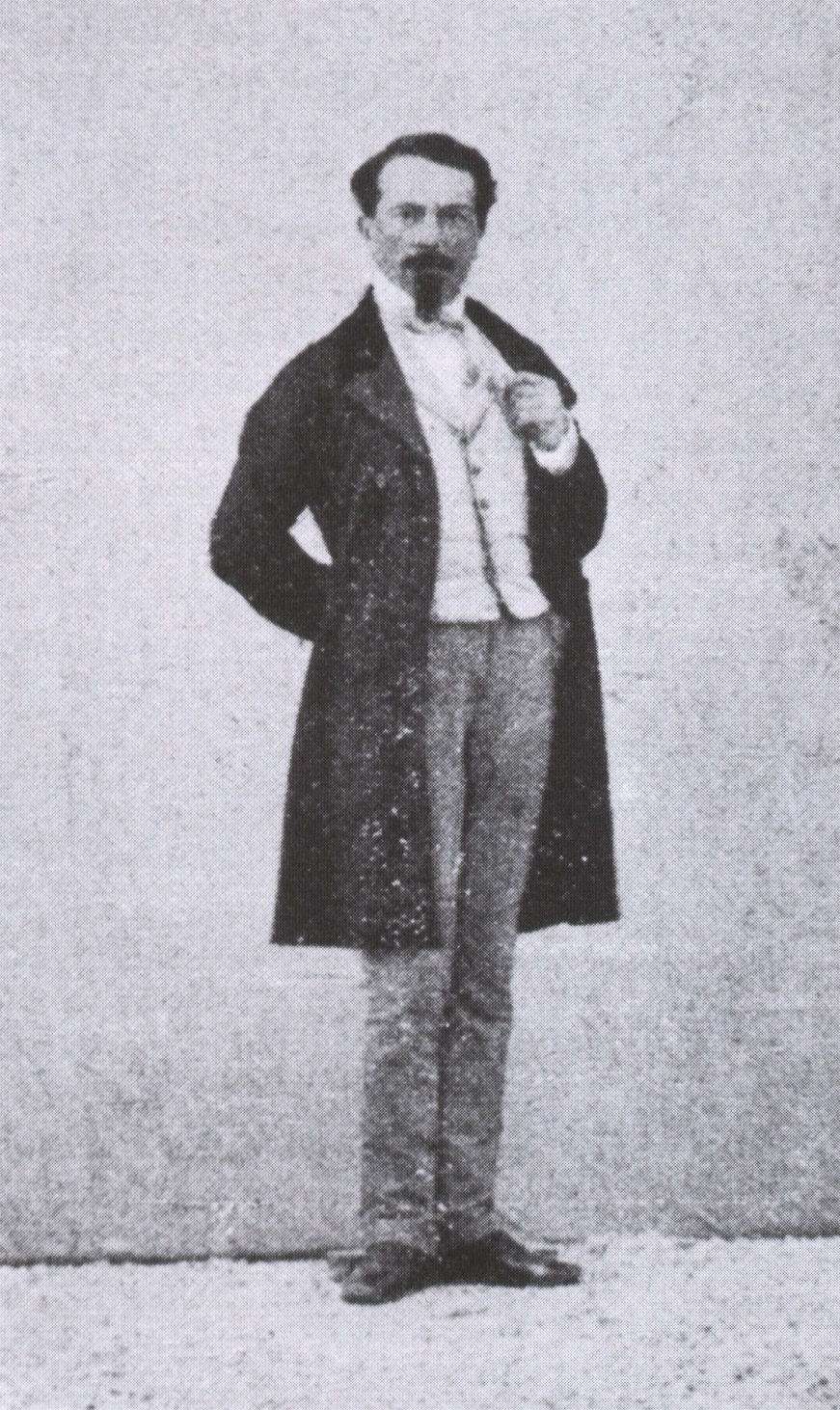
Ritratto fotografico di Antonio Fontanesi eseguito da Alfredo d'Andrade

Figlio di Giuseppe Fontanesi e di Maddalena Gabbi, vive un'infanzia povera e disagiata che segna, con una vena malinconica ed idealista, tutta la sua opera pittorica.
Nel 1832 si iscrive alla scuola comunale di belle arti di Reggio Emilia, allievo del professor Prospero Minghetti che lo spinge a specializzarsi in scenografie, decorazioni e nella pittura ad affresco di stampo classicista.
Nel 1847 si trasferisce a Torino per partecipare da sottotenente alla Prima Guerra d'indipendenza, combattendo nei volontari lombardi di Garibaldi, ma la crudezza della guerra lo spinge a riparare prima a Lugano e poi, dal 1850 a Ginevra, dove risiede fino al 1865 a contatto con il paesaggista svizzero Alexandre Calame.
In questo periodo entra in contatto con affermati pittori tra cui i francesi François-Auguste Ravier, Charles-François Daubigny e lo svizzero Alexandre Calame, che lo indirizzano alla pittura di paesaggio e ad aprirsi alle novità artistiche europee: a questo proposito, furono importanti i viaggi a Parigi (nel 1855 e nel 1861), in cui conosce Jean-Baptiste Camille Corot e i pittori naturalisti della scuola di Barbizon, i soggiorni a Crémieu nel 1858 e a Londra (nel 1865), dove ammira dal vivo le opere di Turner, di John Constable e di Thomas Gainsborough.

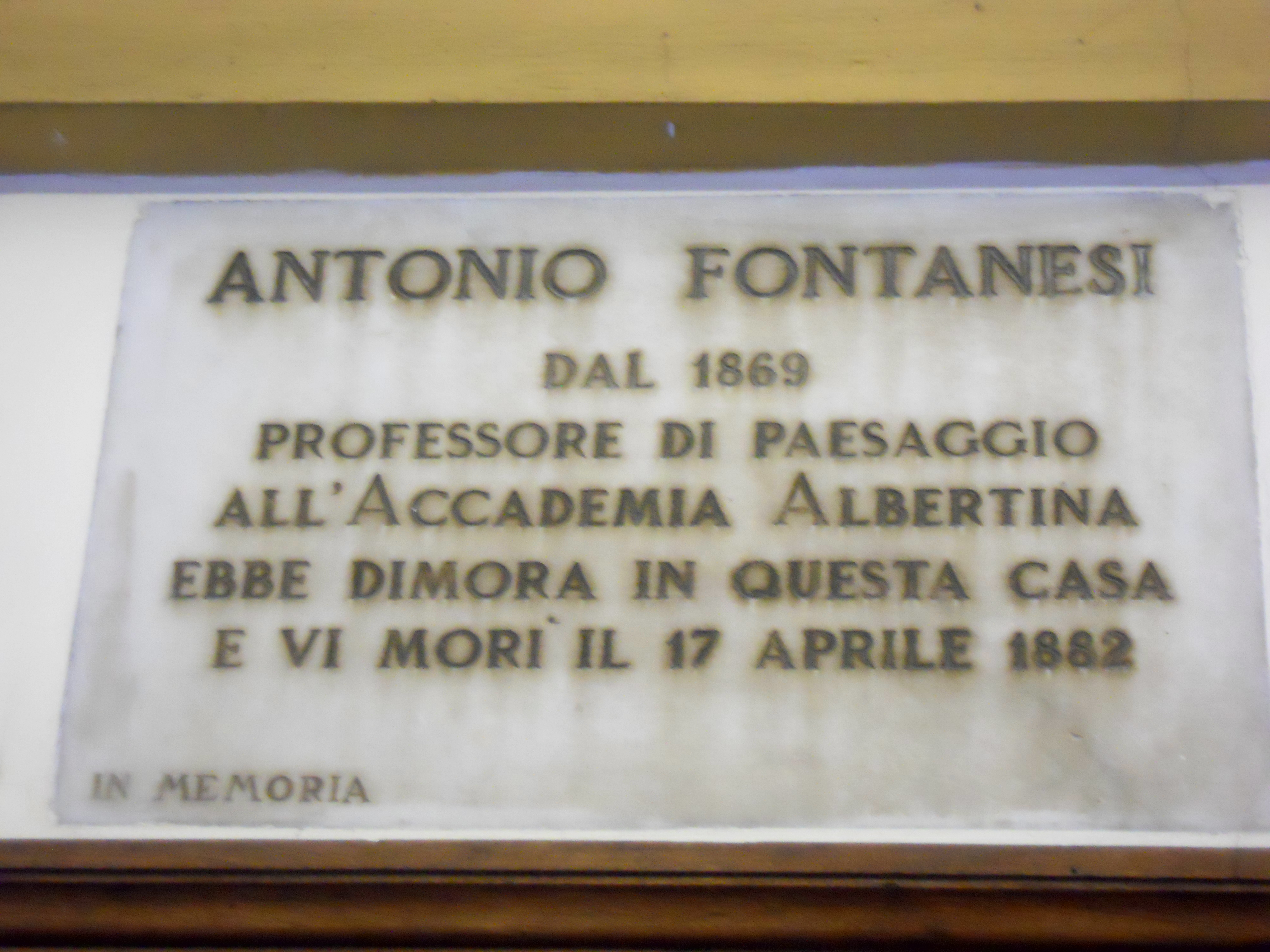
Targa A.Fontanesi nell'androne di Palazzo Accorsi

Da tali viaggi, Fontanesi trova conferme al suo interesse per la pittura di paesaggio: se inizialmente ricerca un approccio diretto alla verità naturale - come nel quadro Il sentiero nel castagneto, databile dal 1850 al 1855, riprende poi da Daubigny e da Corot vivaci effetti di luce e d'atmosfera, introducendoli in paesaggi tendenzialmente malinconici sentiti come espressione dell'animo, secondo i principi propri del Romanticismo.
Nel 1861 è a Firenze per partecipare alla prima Mostra nazionale italiana dove entra in contatto con i macchiaioli senza esserne influenzato se non nei temi di alcuni dipinti degli anni successivi, quando nel 1867 si stabilisce nello studio fiorentino del pittore Cristiano Banti. La sua pittura resta venata di intimismo romantico ed assume un esplicito valore lirico ed evocativo, tardoromantico e, al tempo stesso, pre-simbolista (Radura, databile dal 1860 al 1865).
Nel 1868 viene chiamato a insegnare presso l'Accademia di belle arti di Lucca, mentre nel 1869 ottiene la cattedra di paesaggio alla Reale Accademia Albertina di Torino, città nella quale dipinge alcune tra le sue opere più note, tra cui Aprile (1873) e Solitudine (1875), che gli procurano notorietà; è anche tuttavia oggetto di invidie e incomprensioni da parte della critica, per cui a partire dal 1876 accettò un'esperienza biennale di insegnamento presso la Scuola tecnica di belle arti di Tokyo, dove introduce tecniche al tempo ignote in Asia, come il carboncino, il pastello, la pittura a olio e il ritratto dal vivo.
Insoddisfatto dell'esperienza ed ammalato, nel 1878 ritorna al suo precedente incarico a Torino, dove produce le sue ultime opereː visioni fantastiche di squarci naturali indefiniti, accesi da bagliori spettrali (Tramonto infuocato sulla palude e Le nubi datato 1880, accolto molto negativamente dalla critica).
Dopo aver tentato di stabilirsi in Francia, nel Delfinato, rimane fino alla morte a Torino, dove è sepolto nel Cimitero monumentale di Torino e ricordato da una targa, posta nell'androne del Museo Accorsi-Ometto.
Nel 1901 la Biennale di Venezia gli tributa l'omaggio di una rassegna di dipinti intitolata L'alba di Fontanesi, mentre il secondo centenario dalla sua nascita viene celebrato nel 2018 dall'Istituto nazionale per la grafica e dai Musei Civici di Reggio Emilia con la personale Antonio Fontanesi e la sua eredità: da Pelizza da Volpedo a Burri, che illustra l'influenza esercitata dall'artista nei movimenti a lui successivi, come il Divisionismo e la Scuola di Rivara e nei suoi allievi come il torinese Enrico Reycend, Carlo Follini, Ambrogio Raffaele, Edoardo Gelli, Cino Bozzetti, Lorenzo Delleani, Carlo Stratta, Vittorio Bussolino, Simone Salassa, Tammar Luxoro e il figlio Alfredo Luxoro.

### Stile
È uno dei pittori italiani dell'Ottocento più significativi, rimasto a lungo poco noto al grande pubblico e scarsamente considerato dalla critica, se si eccettua l'interessamento di alcuni artisti, tra cui Carlo Carrà.
La produzione si compone in prevalenza di paesaggi con uno stile fluido e basato sul chiaroscuro - che distingue grandi zone d'ombra e di luce - particolarmente efficace nel rendere le variazioni atmosferiche, anche grazie all'influenza, prima di Corot e dei Barbizonniers, poi di Constable e di Turner, che lo guidano a tonalità sempre più tendenti alla monocromia, con un segno nervoso e tormentato pur rimanendo entro schemi compositivi tradizionali; ciò comunque non impedisce al colore di manifestarsi con ricchezza e libertà, felicemente connesse con le novità artistiche del tempo, ma anche con un accento inconfondibilmente "lombardo".
I suoi quadri mostrano anche una grande capacità evocativa e sono ricchi di lirismo e atmosfere malinconiche, romantiche e, secondo alcuni critici, pre-simboliste. Fontanesi infatti osserva e studia la realtà naturale, per cercarvi un motivo più profondo e universale e per ritrovare, rispecchiati, i sentimenti dell'animo umano: per questo motivo può essere ritenuto uno tra i pittori romantici italiani più intimamente partecipi al movimento romantico europeo, al pari di Giovanni Carnovali.
Fanno parte della sua produzione anche acqueforti e litografie, caratterizzate dalle stesse ricerche di valori atmosferici perseguite nella pittura, con sintetici ed essenziali effetti di luce.

## Opere principali
- Veduta del lago di Costanza con l’isola di Reichenau, 1850, Collezione Manodori, Reggio Emilia;
- Sentiero di montagna, 1857, Museo statale Ermitage di San Pietroburgo;
- Il sentiero nel castagneto, databile dal 1850 al 1855, Galleria civica d'arte moderna di Torino;
- In Liguria, 1860, National Gallery of Art di Washington;
- Il mattino, 1860, Galleria d'arte moderna di Genova;
- La quiete, 1860, Galleria civica d'arte moderna di Torino;
- Pastorella solitaria, 1860, Galleria civica d'arte moderna di Torino;
- Paesaggio dopo la pioggia, databile dal 1860 al 1865), Galleria d’Arte Moderna, Palazzo Pitti, Firenze;
- La roggia, databile dal 1858 al 1869), Provincia di Milano;
- Presso Cremieu, databile dal 1858 al 1860, Provincia di Milano;
- Paesaggio con quercia, databile dal 1860 al 1870, Pinacoteca dell'Accademia Carrara di Bergamo;
- Ranocchi, databile dal 1860 al 1870, Philadelphia Museum of Art;
- Il crepuscolo, 1862, Galleria d'arte moderna di Roma;
- Un mattino d'ottobre, 1862, Galleria d'arte moderna di Roma;
- Novembre, 1864, Galleria civica d'arte moderna di Torino;
- Idillio, 1865, Galleria civica d'arte moderna di Torino;
- Sull'altipiano, 1865, collezione privata;
- Donna alla sorgente, 1865, Galleria civica d'arte moderna di Torino;
- L'abbeveraggio, 1867, Pinacoteca Nazionale di Bologna;
- Bagno di Diana, 1867, Pinacoteca Nazionale di Bologna, Galleria d'arte moderna di Roma;
- Mercato vecchio di Firenze, 1867, Galleria civica d'arte moderna di Torino;
- Sulle rive del Po a Torino, databile dal 1870 al 1875, Galleria d'arte moderna Ricci Oddi di Piacenza;
- Aprile, 1872, Galleria civica d'arte moderna di Torino;
- La stalla, 1873, Galleria civica d'arte moderna di Torino;
- La solitudine, 1875, Musei Civici di Reggio Emilia;
- Sole di primavera, 1875, Galleria civica d'arte moderna di Torino;
- Stagno luminoso, 1880, Galleria civica d'arte moderna di Torino;
- Donne al bagno, databile dal 1878 al 1881, Galleria civica d'arte moderna di Torino;
- Ingresso di un tempio in Giappone, successivo al 1878, Musei Civici di Reggio Emilia;
- Tramonto infuocato sulla palude, 1880, Galleria civica d'arte moderna di Torino;
- Tramonto sul Po a San Mauro, 1880, Galleria civica d'arte moderna di Torino;
- Ingresso di un Tempio a Tōkyō, 1882, Musei Civici di Reggio Emilia, incompiuto.

## Galleria d'immagini

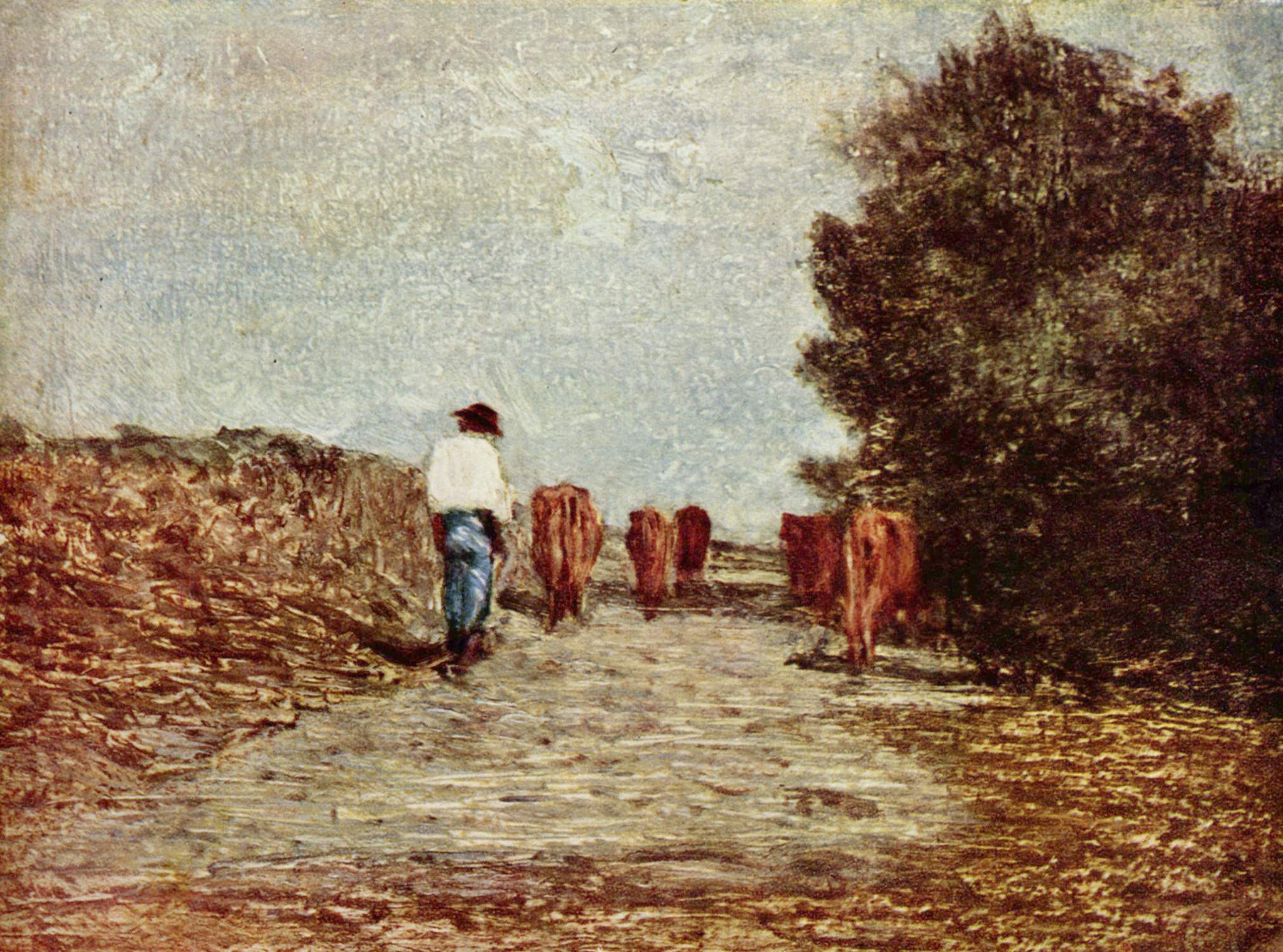
Ritorno dal pascolo
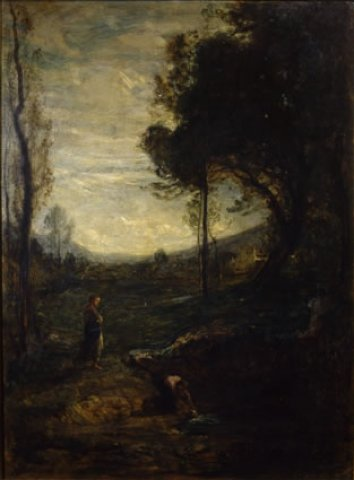
Alla Fontana
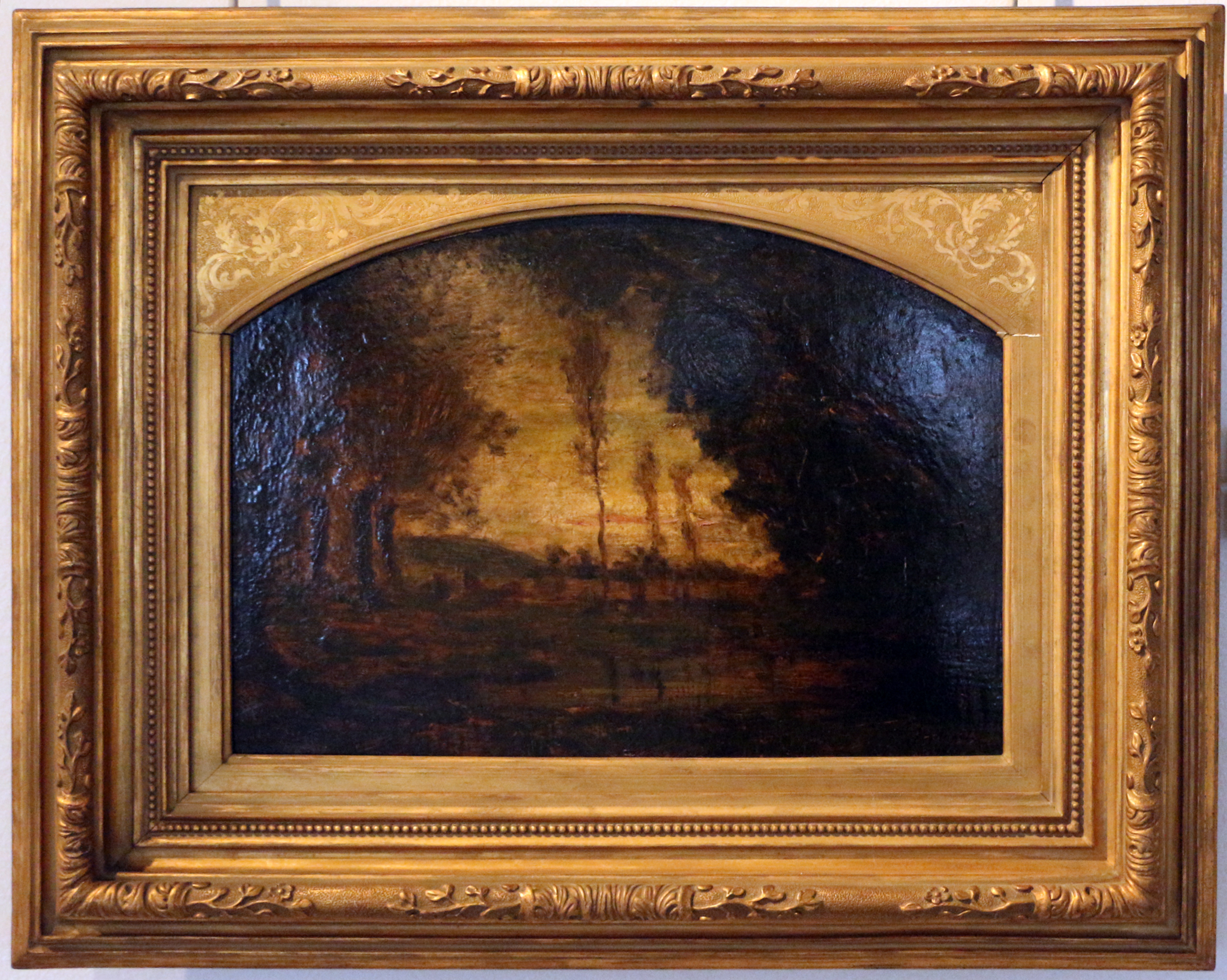
Paesaggio 1860
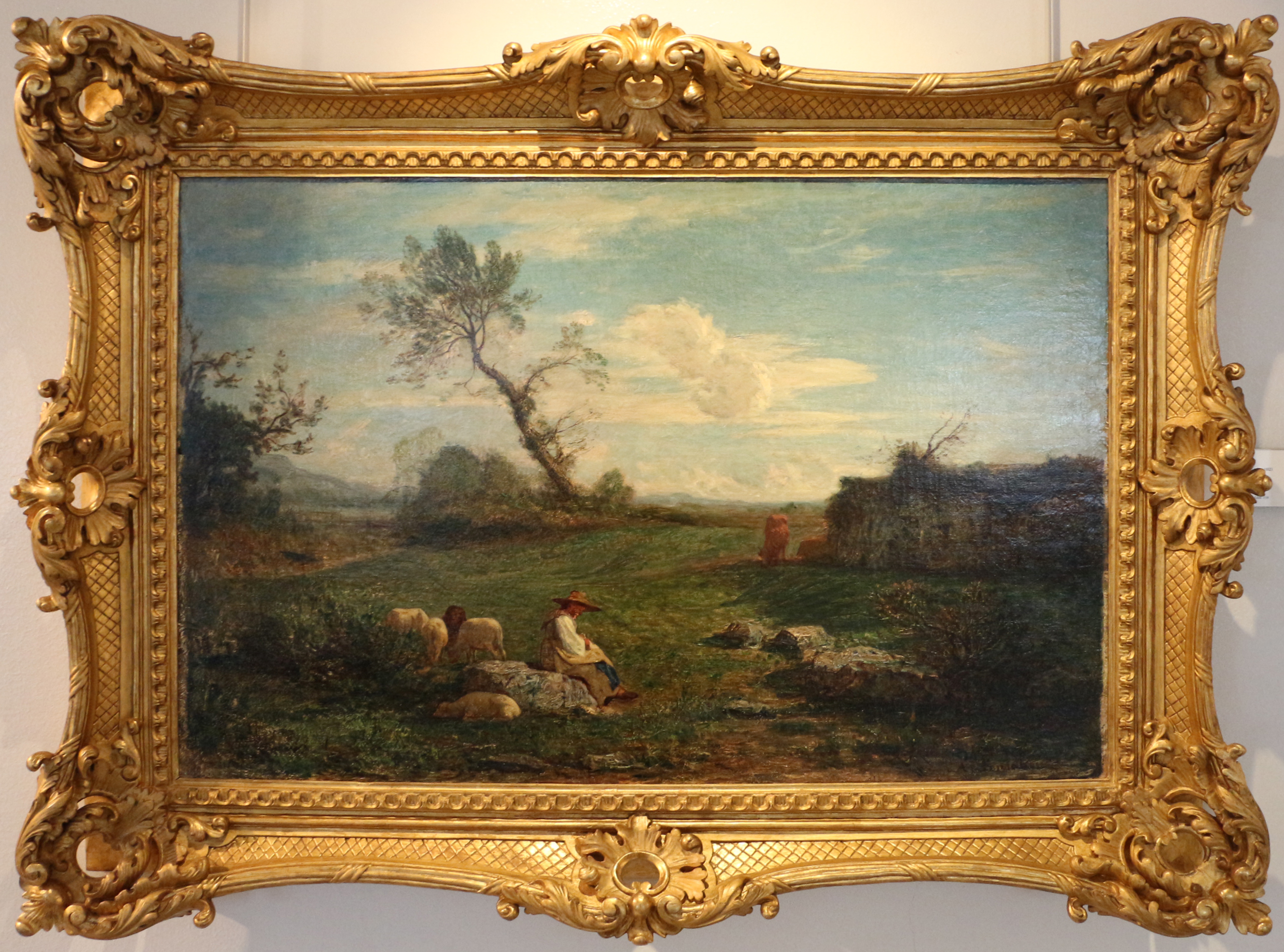
il mattino

## Antonio Fontanesi nei musei
- Galleria d'arte moderna Ricci Oddi di Piacenza
- Galleria civica d'arte moderna e contemporanea GAM di Torino
- Gabinetto delle stampe Angelo Davoli di Reggio Emilia